# Acordo de Parceria Estratégica entre Estados Unidos e Afeganistão

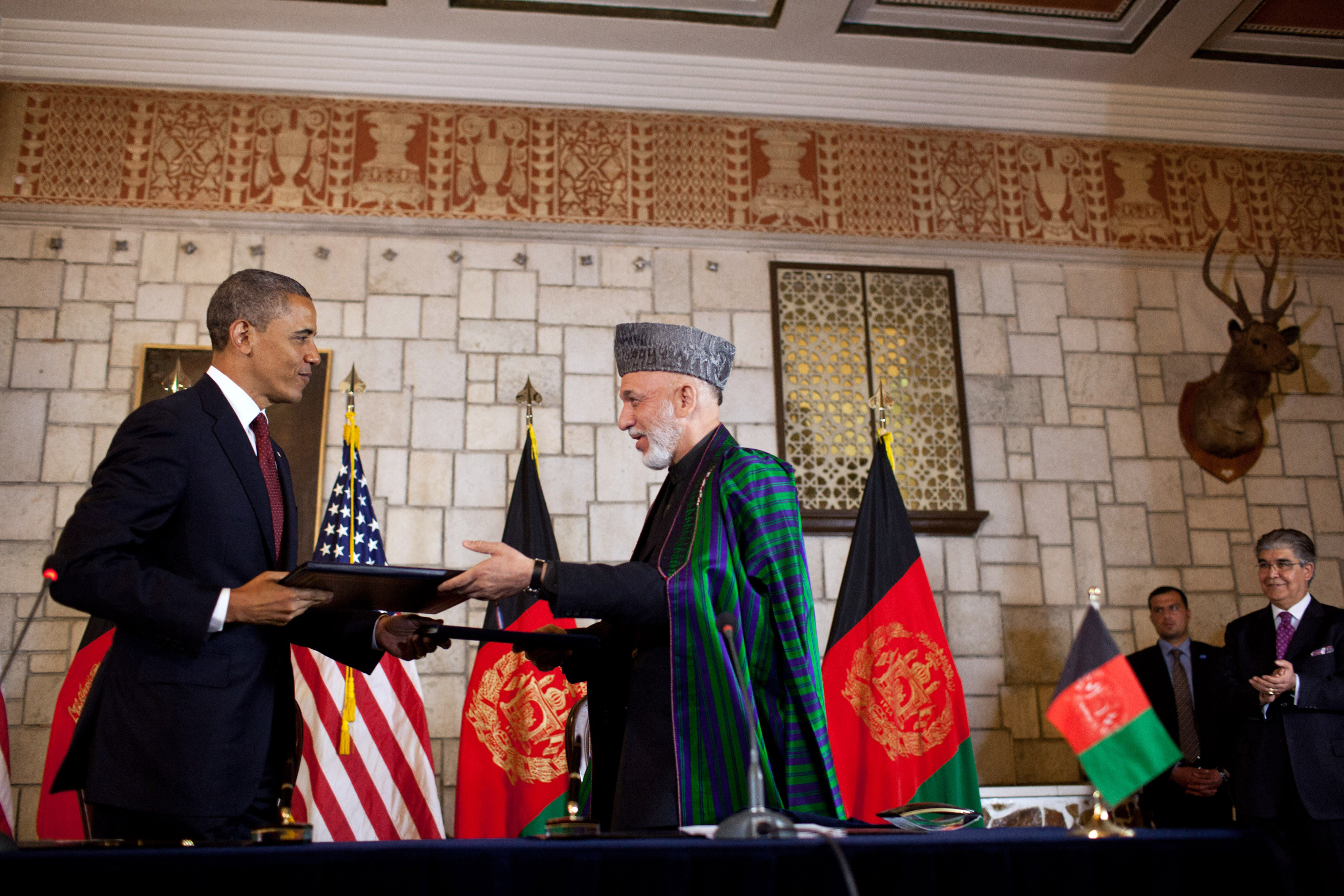
O presidente dos Estados Unidos, Barack Obama, e o presidente do Afeganistão, Hamid Karzai, trocam documentos após a assinatura do Acordo de Parceria Estratégica Duradoura entre os Estados Unidos da América e a República Islâmica do Afeganistão no Palácio Presidencial de Cabul, em 2 de maio de 2012.

O Acordo de Parceria Estratégica entre Estados Unidos e Afeganistão, oficialmente intitulado Acordo de Parceria Estratégica Duradoura entre a República Islâmica do Afeganistão e os Estados Unidos da América,  é um acordo entre o Afeganistão e os Estados Unidos  que fornece uma estrutura a longo prazo para as relações entre os dois países após a redução das forças estadunidenses na Guerra do Afeganistão.  O Acordo de Parceria Estratégica entrou em vigor em 4 de julho de 2012, conforme declarado pela Secretária de Estado dos Estados Unidos Hillary Clinton, que afirmou em 8 de julho de 2012 na Conferência de Tóquio sobre o Afeganistão: "Como vários países representados aqui, os Estados Unidos e o Afeganistão assinaram um Acordo de Parceria Estratégica que entrou em vigor há quatro dias."

## Assinatura e conteúdo do acordo
Em 1 de maio de 2012, o presidente afegão Hamid Karzai e o presidente dos Estados Unidos Barack Obama assinaram o "Acordo de Parceria Estratégica Duradoura entre a República Islâmica do Afeganistão e os Estados Unidos da América", depois que Obama chegou ao Afeganistão como parte de uma viagem sem aviso prévio no primeiro aniversário da morte de Osama bin Laden   para assinar o acordo, visitar tropas norte-americanas e discursar à nação da Base Aérea de Bagram sobre seus planos de acabar com a guerra de forma responsável.  A Casa Branca divulgou uma ficha técnica do acordo , que afirmava que o tratado é um acordo executivo juridicamente vinculativo cujo objetivo é "consolidar uma parceria duradoura com o Afeganistão que fortaleça a soberania, a estabilidade e a prosperidade afegã, e que contribua para nosso objetivo comum de derrotar a al-Qaeda e suas afiliadas extremistas".  O acordo deve ajudar a promover o treinamento das forças afegãs pela OTAN, um processo de reconciliação e reintegração para os combatentes do Talibã que abandonarem o campo de batalha e a estabilidade regional, com foco na melhoria das relações com o Paquistão.  A duração do acordo é de dez anos e exige que ambas as partes substituam o Acordo de Estatuto de Forças vigente por um acordo bilateral de segurança a ser negociado dentro de um ano.  As áreas cobertas pelo acordo são questões militares e de segurança, além de assistência na construção da economia e da democracia do Afeganistão.  Uma das disposições do acordo é a designação do Afeganistão como um aliado importante extra-OTAN dos Estados Unidos  para fornecer uma estrutura de longo prazo para a cooperação em segurança e defesa.  Outras disposições do acordo são: 
- o compromisso dos Estados Unidos em apoiar o desenvolvimento social e econômico do Afeganistão, segurança, instituições e cooperação regional por dez anos;
- o compromisso do Afeganistão de fortalecer a responsabilidade, a transparência e a supervisão do governo e de proteger os direitos humanos de todos os afegãos, homens e mulheres;
- o acesso e uso das instalações afegãs pelo pessoal dos Estados Unidos após 2014;
- conceder aos Estados Unidos a possibilidade de manter as forças no Afeganistão após 2014 com o objetivo de treinar as forças afegãs e atacar a al-Qaeda;
- o não compromisso dos Estados Unidos a quaisquer níveis específicos de tropas ou níveis de financiamento no futuro;
- o compromisso dos Estados Unidos de buscar financiamento anual do Congresso dos Estados Unidos para assistência social e econômica ao Afeganistão, bem como apoiar as Forças de Segurança Nacional Afegãs.